# Bothrideres contractus
Bothrideres contractus is een keversoort uit de familie knotshoutkevers (Bothrideridae). De wetenschappelijke naam van de soort werd in 1792 gepubliceerd door Johann Christian Fabricius.